# Manfred Beyer (Anglist)
Manfred Beyer (* 1944 in Kempendorf, Kreis Saatzig, Pommern) ist ein deutscher Anglist und Hochschullehrer.

## Leben und Wirken
Manfred Beyer studierte nach seiner Reifeprüfung am Wilhelms-Gymnasium Kassel 1965 Anglistik, Romanistik, Psychologie und Philosophie an der Christian-Albrechts-Universität zu Kiel. Nach dem ersten Staatsexamen für den höheren Schuldienst 1973 promovierte er 1976 an der Universität Düsseldorf bei Rainer Lengeler über „Zufall und Fügung im Romanwerk von Charles Dickens“, wo er seit 1973 als wissenschaftlicher Assistent, später Akademischer Rat bzw. Oberrat tätig war. 1984 habilitierte er sich in Düsseldorf für Englische Philologie. 1990 erhielt er dort eine außerplanmäßige Professur. Im Jahre 1993 übernahm er einen Lehrstuhl für englische Literatur an der Ruhr-Universität Bochum.
In seinen Veröffentlichungen beschäftigt sich Beyer mit der englischen Literatur des 19. und vor allem des 20. Jahrhunderts, außerdem mit dem Werk von William Shakespeare.

## Veröffentlichungen (Auswahl)
- Samuel Beckett. Note I. In: Rainer Lengeler (Hrsg.): Englische Literatur der Gegenwart 1971–1975. Bagel, Düsseldorf 1977, S. 170–180, ISBN 3-513-02225-5.
- Anthony Burgess: Napoleon Symphony. In: Ebd., S. 312–324.
- Die Spiele im ‚Hamlet‘ als Formen der Handlung. In: Shakespeare-Jahrbuch, Jg. 1981, S. 162–177.
- Komische und tragische Aspekte im Erzählwerk von Joseph Conrad. In: Manfred Pfister (Hrsg.): Vorträge / Anglistentag 1984 Passau. Hoffmann, Gießen 1985, S. 320–333, ISBN 3-88098-029-2.
- Peter Schaffers ‚Equus‘ und die Paradoxie vom gesunden Kranken und kranken Gesunden. In: Forum Modernes Theater, Bd. 2 (1987), S. 154–169.
- Anthony Burgess. In: Rüdiger Imhof (Hrsg.): Der englische Roman der Gegenwart (= UTB, Bd. 1467). Francke, Tübingen 1987, S. 68–91, ISBN 3-7720-1737-1.
- Das Staunen in Shakespeares Dramen. Ursachen, Darstellungsweisen und Wirkungsintentionen (= Anglistische Studien, Bd. 7). Böhlau, Köln 1987, ISBN 3-412-00887-7 (= Habilitationsschrift Universität Düsseldorf).
- Moderne englische Dramen als Spiegel der ‚conditio humana‘. In: Germanisch Romanische Monatsschriften, Bd. 38 (1988), S. 325–337.
- Edward Bonds ‚Lear‘ und der Verlust des Menschlichen. In: Literatur in Wissenschaft und Unterricht, Jg. 1988, S. 86–106.
- Trevor Griffiths ‚Comedians‘. Der Komiker als Wahrer der Menschlichkeit. In: Sprachkunst, Bd. 20 (1989), S. 69–90.
- Das englische Drama des 20. Jahrhunderts. Eine motiv- und bildgeschichtliche Untersuchung. Francke, Tübingen 1996, ISBN 3-7720-2160-3.
- Vom bewunderten Dichter zum verachteten Monster. Zum Begriff des Vogelmotivs in der englischen Lyrik. In: Anglia, Bd. 109 (1991), S. 359–376.
- „Imagination, the enemy of men, the father of all Terrors“. Joseph Conrad, Lord Jim. In: Manfred Beyer (Hrsg.): Zum Begriff der Imagination in Dichtung und Dichtungstheorie. Festschrift für Reinhard Lengeler zum 65. Geburtstag. Wiss. Verlag Trier, Trier 1998, S. 132–151, ISBN 3-88476-281-8.
- „Never was monarch better fear’d and lov’d“. Zum Herrscherbild in Shakespeares Historien. In: Uwe Baumann (Hrsg.): Basileus und Tyrann. Herrscherbilder und Bilder von Herrschaft in der englischen Renaissance (= Düsseldorfer Beiträge aus Anglistik und Amerikanistik, Bd. 8). Lang, Frankfurt/M. 2000, S. 303–328, ISBN 3-631-36140-8.
- Licht und Dunkelheit in John Miltons ‚Paradise Lost‘. In: Norbert Lennartz (Hrsg.): The senses’ festival. Inszenierungen der Sinne und der Sinnlichkeit in der Literatur und Kunst des Barock. Festschrift zum 65. Geburtstag von Rolf P. Lessenich. Wiss. Verlag Trier, Trier 2005, S. 195–214, ISBN 3-88476-770-4.
- „A beggar’s book outworths a noble’s blood“. Werte und Wertekonflikte in Shakespeares Dramen (= Anglistische Forschungen, Bd. 392). Winter, Heidelberg 2009, ISBN 978-3-8253-5548-7 (828 S.).